# Overload (Ashland High)
Overload è un singolo degli Ashland High, gruppo musicale del cantante statunitense Trace Cyrus, pubblicato il 25 luglio 2012. Il brano è stato prodotto dai The Lost Boys e mixato da Nicolas Roberge, ed è il terzo brano estratto dal mixtape Geronimo.
Il video musicale realizzato per il brano è stato ideato da Trace e diretto dal regista Tyler Davis,il quale aveva già girato il videoclip per Sippin on Sunshine.
Come per il singolo precedente, anche questo video è stato anticipato da un backstage pubblicato in rete.
Il video è stato interamente girato a casa del cantante a Los Angeles, California.

## Tracce
Download digitale
1. Overload - 4:31